# Половцов, Александр Андреевич
Алекса́ндр Андре́евич По́ловцов (11 мая 1805 — 9 мая 1892) — чиновник Российской империи из рода Половцовых, действительный тайный советник, член Совета министра государственных имуществ. Первый владелец имения Рапти, отец государственного секретаря А. А. Половцова.

## Биография
Сын Андрея Петровича Половцева (1774—1839) от брака его с дочерью английского пастора Юлией-Шарлоттой Яковлевной Гиппиус (1783—1880). Его братья Виктор, Иван и сестра Вера (в замужестве Берг, камер-фрау двора).
В 1818 году поступил в инженерный корпус, откуда 5-го декабря 1821 года выпущен был прапорщиком в Пионерный батальон и в 1828 году участвовал в турецкой кампании. В 1832 году Половцов по болезни оставил военную службу (в чине штабс-капитана) и поступил в Министерство внутренних дел чиновником особых поручений, с переименованием в коллежские асессоры, и прикомандирован был к члену совета К. И. Арсеньеву, «для составления статистики Российской Империи»; собранные им статистические сведения вошли в курс лекции, читанных Арсеньевым цесаревичу Александру Николаевичу.
В 1839 году Половцов перешел на службу в Министерство юстиции, а в 1845 году причислился к Министерству государственных имуществ и вслед за тем, в 1846 году, был назначен инспектором по постройке православных церквей в казенных имениях Западного края России. В 1848 г. А. А. Половцов был избран депутатом С.-Петербургского Дворянского депутатского собрания по Лужскому уезду, а в 1857 году назначен членом Совета министра государственных имуществ. 4 мая 1848 года получил чин действительного статского советника, а 19 апреля 1864 года — чин тайного советника. 

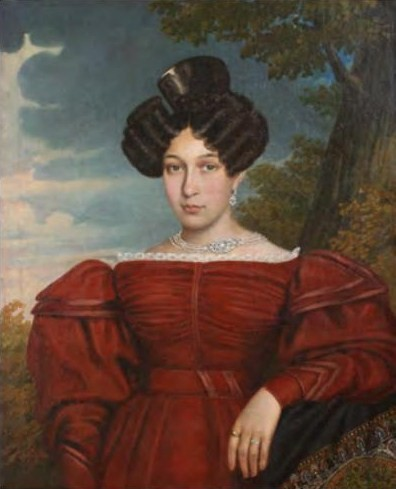
Аграфена Половцова на портрете В. Карстена (1831)

В 1882 году Половцов был произведён в действительные тайные советники и тогда же, по расстроенному здоровью, вышел в отставку. Скончался 9-го мая 1892 года и погребен в Череменецком монастыре Лужского уезда.

## Награды
- Орден Святой Анны 2-й степени (1843)
- Орден Святого Владимира 3-й степени (1851)
- Орден Святого Станислава 1-й степени (1854)
- Орден Святой Анны 1-й степени (1859)
- Орден Святого Владимира 2-й степени (1871)
- Орден Белого орла (1873)
- серебряная медаль «За турецкую войну»
- бронзовая медаль «В память войны 1853—1856»
- бронзовая медаль «За усмирение польского мятежа»
- знак отличия за XXX лет беспорочной службы (1854)

## Семья
Жена (с 10 мая 1831) — Аграфена (Агриппина) Фёдоровна Татищева (1811—1877), дочь штабс-капитана Фёдор Васильевича Татищева (1772—1829) от брака его с Варварой Александровной Тырковой (16.02.1785—26.02.1823; умерла от чахотки). Их дети:
- Александр (1832—1909), государственный секретарь, сенатор, автор знаменитого дневника.
- Валериан (1834—1907), прокурор, тайный советник, сенатор.
- Варвара (1836—1890), замужем за пермским помещиком Владимиром Платоновичем Голубцовым (1832—1887); у них сын Владимир (эксперт по генеалогии).
- Иван (1840—1880); женат на Надежде Александровне Галаховой (1842-1880).
- Виктор (05.03.1840— ?)
- Юлий (16.03.1843— ?)
- Ольга (26.12.1846— ?)